# Łożysko magnetyczne

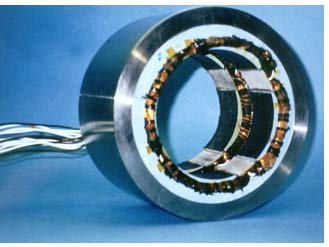
Łożysko magnetyczne

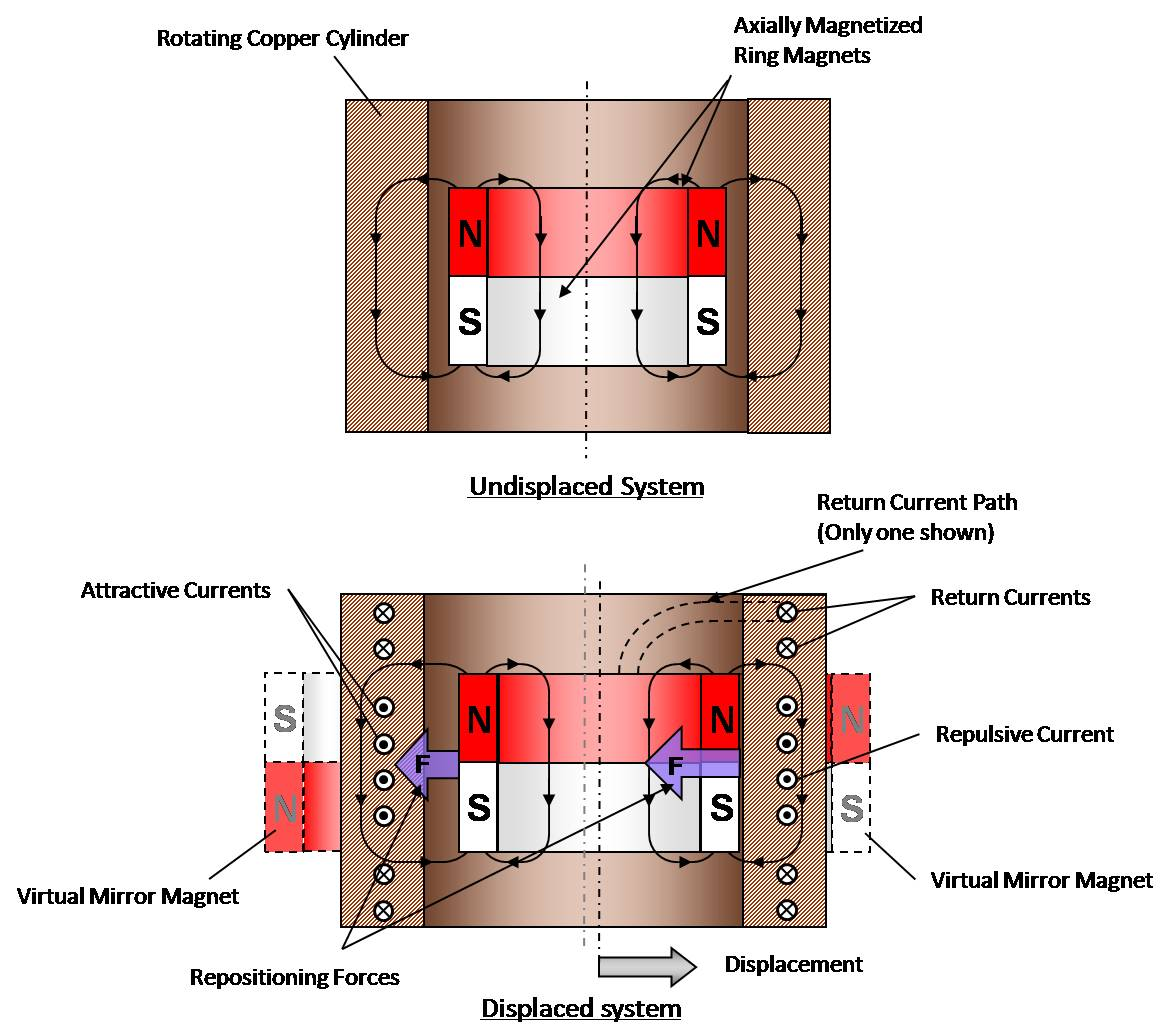
Łożysko magnetyczne - istota działania

Łożysko magnetyczne – (ang. Magnetic bearing) łożysko wykorzystujące do działania zjawisko lewitacji magnetycznej.
Łożyskowanie odbywa się bez fizycznego kontaktu części łożyskującej z częścią łożyskowaną, eliminując tym sposobem tarcie i zużycie materiału łożyska. Łożyska tego typu pozwalają osiągnąć najwyższe prędkości obrotowe wałów, praktycznie bez ograniczeń. W łożyskach pasywnych wykorzystywane są magnesy stałe i zasilanie jest zbędne. Projektowanie takich urządzeń jest trudne ze względu na ograniczenia wynikające z twierdzenia Earnshawa. Łożyska aktywne są stosowane gdy występują trudności z utrzymaniem lewitującego obiektu w optymalnej pozycji. Łożyska takie zwykle wymagają łożyska zapasowego na wypadek zaniku zasilania. Łożyska magnetyczne są wykorzystywane w przemyśle przy np. pompach turbomolekularnych, generacji prądu, rafinacji paliw, obsłudze maszyn i dostawach gazu.

## Podział łożysk magnetycznych
- łożyska magnetyczne statyczne (pasywne) – zbudowane z magnesów trwałych (ang. Permanent Magnetic Bearing) PMB lub łożyska z nadprzewodnikami, (gdzie występuje efekt Meissnera) (ang. Super-conducting Magnetic Bearing) SMB[2].
- łożyska magnetyczne dynamiczne (aktywne)(AMB)[3]
- łożyska magnetyczne hybrydowe (elektrodynamiczne)[4]